# Josep Fiter i Inglès
Josep Fiter i Inglès (Barcelona 25 de novembre de 1857 - 16 de juny de 1915) fou alhora un escriptor, brodador, puntaire i excursionista català. Fill de Josep Fiter Lubian, la seva família tenia una fàbrica de brodats, amb la qual va participar en diverses exposicions arreu d'Europa i Amèrica, a partir de la celebrada el 1850 a Madrid.
Des del 1872 s'interessà per l'excursionisme de caràcter cultural, i força influït pels carbonaris i Giuseppe Garibaldi va fundar amb Ramon Arabia la Societat X el 1872, amb la finalitat de descobrir monuments i constituir una mena d'estat major d'un futur exèrcit. El 1876, quan encara no tenia vint anys, fundà a casa seva l'Associació Catalanista d'Excursions Científiques amb César August Torras, Ramon Arabia, Àngel Guimerà i Jacint Verdaguer. A partir d'aquesta associació es fundaria el 1890 el Centre Excursionista de Catalunya. Va participar activament en la Renaixença fundant i editant revistes en català com La Bandera Catalana (1875), que comentava notícies dels casals de Barcelona, o La Rondalla (1876). Va promoure estudis folklòrics i conferències i fou president de l'Associació Artisticoarqueològica, del Centre d'Arts Decoratives (1894), i de l'Associació Protectora de l'Ensenyança Catalana (1899).
Econòmicament era partidari del proteccionisme econòmic i fou secretari del Foment de la Producció Espanyola, antecessor del Foment del Treball Nacional.

## Obres
- La ciencia astrológica en Cataluña (1875)
- Expulsión de los judíos de Barcelona (1876)
- Reseña Histórica del Santuario de Nuestra Señora de la Bonanova (1882)
- Monzón (1883)
- Mataró i Argentona (1888).
- Enciclopèdia Moderna Catalana en cinc volums (1913).